# Слудка (Вавозький район)
Слу́дка (рос. Слудка) — присілок у Вавозькому районі Удмуртії, Росія.
Населення — 35 осіб (2010; 43 в 2002).
Національний склад (2002):
- росіяни — 75 %

Урбаноніми:
- вулиці — Верхня, Колтома